# Rusia en los Juegos Olímpicos de París 1900
Rusia (Imperio ruso) estuvo representada en los Juegos Olímpicos de París 1900 por un total de 4 deportistas que compitieron en 2 deportes. Fue la primera participación de este país en los Juegos Olímpicos.
El equipo ruso no obtuvo ninguna medalla en estos Juegos.